# Tölö svenska samskola
Tölö svenska samskola, Zilliacuska skolan, Zillen, var en svenskspråkig privat samskola 1928-1975 i Bortre Tölö i Helsingfors. Skolan var ett 9-klassigt läroverk. Skolschemat innehöll en reservation för självständigt arbete i enlighet med Daltonplanen i USA. Skolan sammanslogs 1975 med Minervaskolan. 

## Historia
Tölö svenska samskola grundades 1928 av ingenjör och skolman Laurin Zilliacus, vilket gav upphov till skolans smeknamn Zillen. Skolan ägdes av föreningen Tölö svenska samskola.
Skolan var åttaårig. I samband med skolan fanns även en treårig förberedande skola i byggnaden "Småskis".
Pedagogiken i Zilliacuska skolan utformades av Laurin Zilliacus utifrån rörelsen New Education Fellowships idéer, som betonar så kallad aktivitetspedagogik likt Steinerskolan och Freinetrörelsen. 
Skolschemat innehöll en reservation för självständigt arbete i enlighet med Daltonsystemet i USA. Grupparbeten rapporterades skilt i årsredovisningen. Eleverna arbetade enligt ett system med veckouppgifter som inlämnades varje fredag istället för läxor.
Skolan var ett eget mikrosamhälle. Eleverna hade en egen domstol som straffade förseelser. De upprätthöll också en handel för skoltillbehör.

### Skolbyggnadernas historia

#### Villa Miramar 1928-1933
Skolan fick 1928 börja sin verksamhet i Villan “Miramar” i Hummelviken i Bortre Tölö.
Villa Miramar var en del av villalotten 56 inom Humleberg. Tomten återfinns idag som en del av Sibeliusparken och i parken finns fortfarande resterna av villans sockel. Villan uppfördes i början av 1870-talet av en okänd arkitekt eller byggmästare. År 1928 fick den nygrundade Tölö svenska samskola hyra en del av denna byggnad som sitt första skolhus och var inhyst i byggnaden till år 1933.
Villa Miramar brändes ner 1942 av villans gårdskarl. Brandkåren släckte branden och åkte därifrån, men branden flammade upp på nytt och allt brann ner. Ingen skadades I branden.[källa behövs]

#### Villa Ulfåsa 1933-1978
År 1933 flyttade skolan till Villa Ulfåsa som byggts om till skolhus och stod mellan Merikantovägen och Barnets Borgs väg.
Villa Ulfåsa lät byggas 1879 som sommarvilla av byggmästare Carl-Gustaf Hiort af Ornäs. Han arrenderade tomten av Helsingfors stad. Hiort af Ornäs var född 1845 i Falun i Sverige och flyttade till Finland på 1870-talet på uppmaning av arkitekt Theodor Höijer. Åren 1855-86 byggdes flera byggnader på tomten ritade av arkitekt Sebastian Gripenberg: en bostadsbyggnad som senare blev "småskis" samt "kägelbanan", en 33 meter lång terrass med tak och paviljong.
År 1898 gick Hiort af Ornäs i konkurs och villan såldes. Flera ändringar och tillbygg gjordes under dess kommande ägare: restauratören Josef Volontis (1898-1913), affärsmannen Karl Frithof Winter (1913-1916) och trafikinspektören Henrik Eskil Minck (1916-1932). Under åren 1923-27 var villan även centrum för Maria Åkerbloms väckelserörelse och kallades då för "templet".
År 1932 övergick arrendeavtalet med Helsingfors stad i Föreningen Tölö Svenska Samskolas namn. Ole Gripenberg ledde arbetet för omritande av villan till skolbyggnad. Arkitekturbyrån Frosterus & Gripenberg begärde anbud av byggnadsfirman Ab Siccator Oy vara ägare var byggnadsmästare Emil Svensson. Helsingfors stadsfullmäktige godkände anhållan om byggnadslov och beviljade arrendeavtal för 15 år framåt. De flesta av byggnaderna som funnits på tomten revs i samband med ombygget, och de sista tilläggsbyggnaderna Småskis, Niko och paviljongen på berget revs på 1980-talet.
Villa Ulfåsa brann vid okänt datum.[källa behövs] Idag står en sjukhusbyggnad på samma ställe vid Barnets Borg väg 2a med namnet Ulfåsa.

### Sammanslagning med Minervaskolan 1975
Skolbyggnaden stod på en tomt arrenderad av Helsingfors stad. Då området i stadsplaneringen reserverades som parkeringsområde erbjöds skolan en tomt i Södra Kårböle. Ägarföreningen ansåg att ett nybygge skulle bli för dyrt. Därför inleddes underhandlingar om att sammanslå skolan med Läroverket för gossar och flickor (Broban).
Vid övergången till grundskolesystemet sammanslogs skolan 1975 med Minervaskolan, som hade uppkommit då Laguska skolan och Läroverket för gossar och flickor hade sammanslagits 1973.

## Rektorer
- 1928-1940 Laurin Zilliacus
- 1940-1968 Tor Therman
- 1968-1974 Per Falck
- 1974-1975 Harry Krogerus [2]

## Kända alumner
- Annika Luther, författare, biolog
- Barbara Mattsson (född Boldt), psykolog, psykoanalytiker
- Erik Hartwall, företagsledare
- Eva Biaudet, politiker
- Janina Jansson, dramaturg
- Johanna Gullichsen, designer
- Johnny Liebkind, musiker
- Jolin Boldt, journalist
- Karmela Liebkind, socialpsykolog, professor
- Margareta Grigorkoff, skolledare, rektor
- Mikael Reuter, språkvetare
- Thomas Nystén, företagsledare
- Thomas Zilliacus, affärsman [8]
- Trygve Söderling, litteraturvetare
- Ullica Segerstråle, sociolog, professor

## Bilder

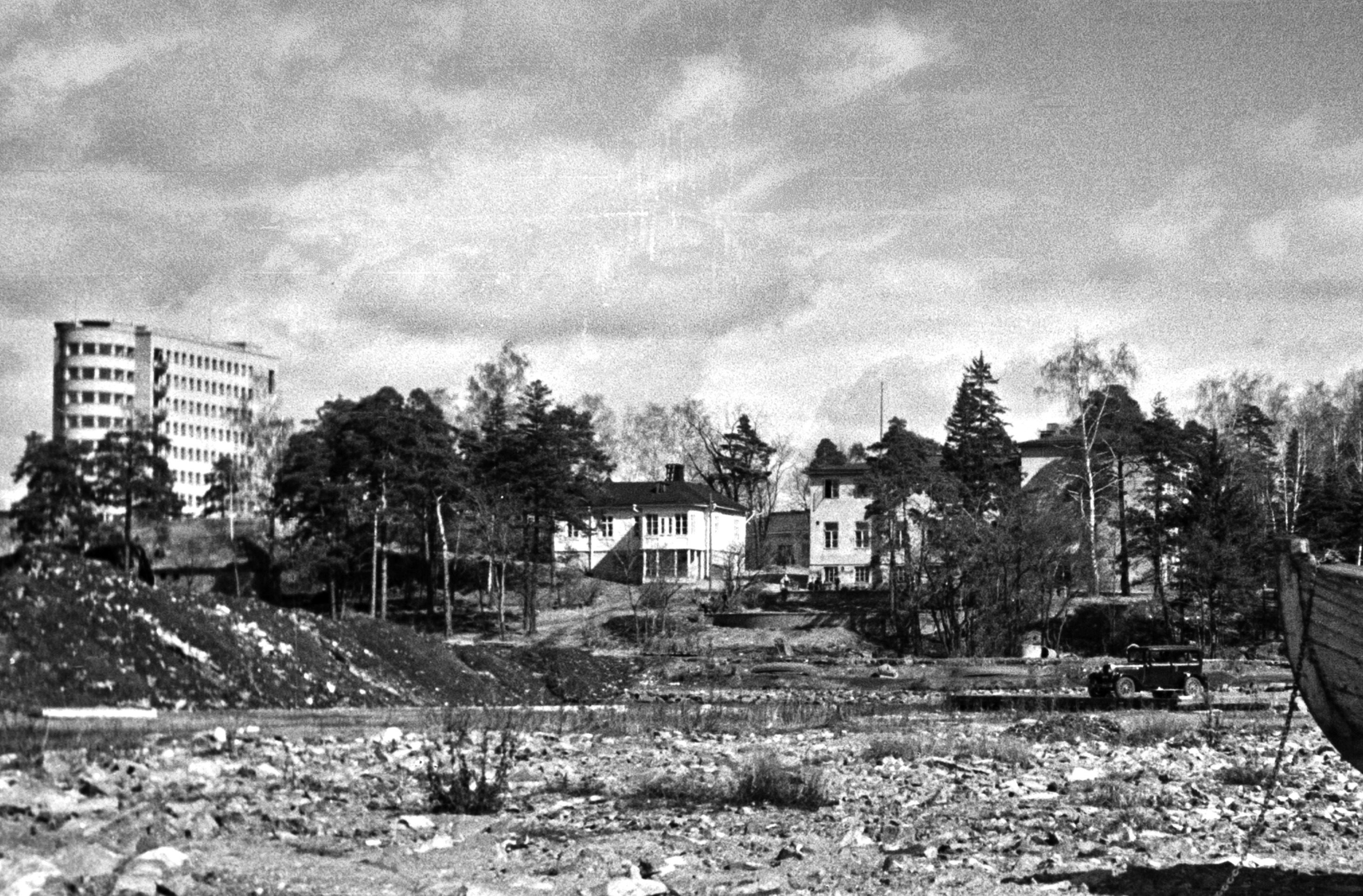
Villa Ulfåsa från Merikantovägen år 1950
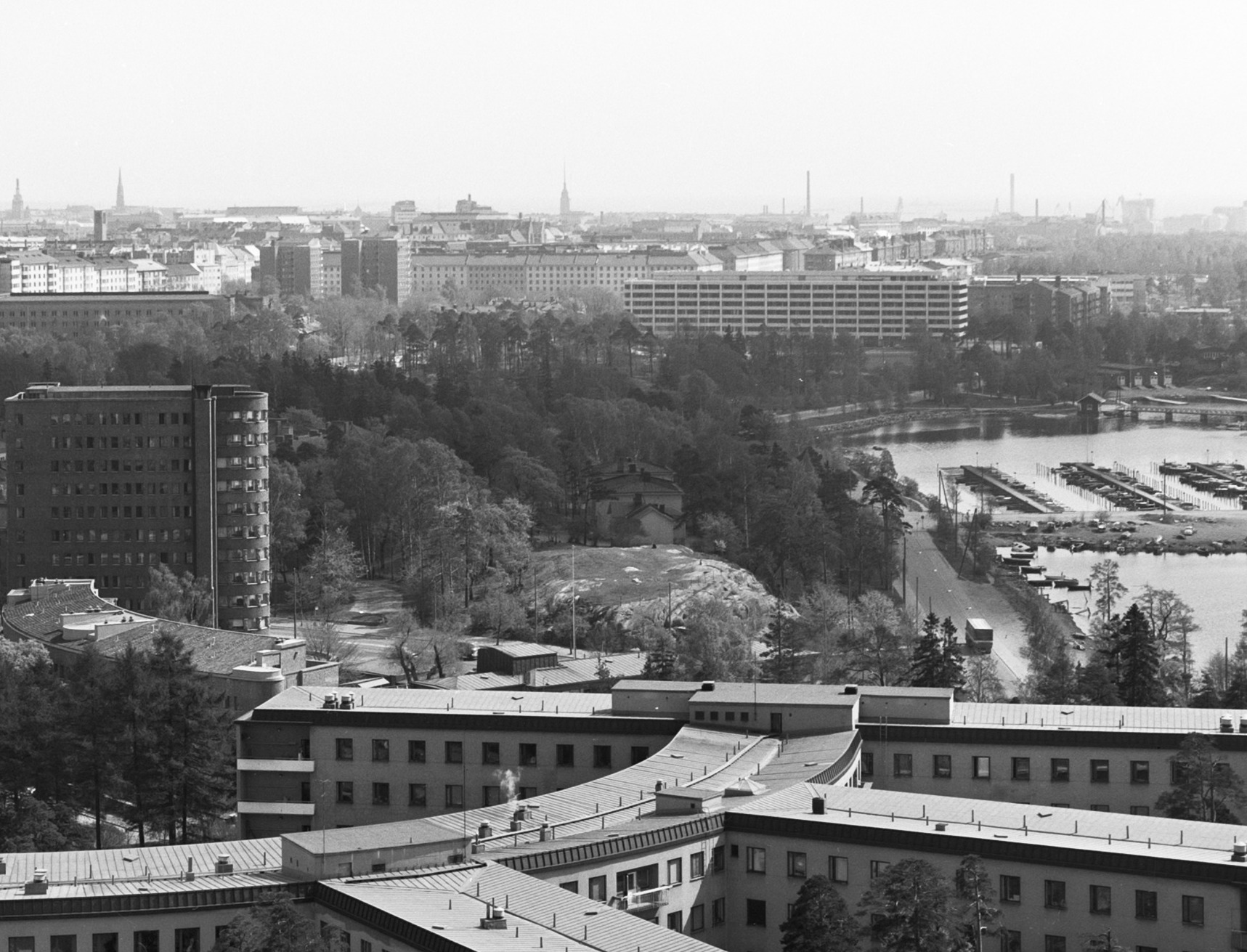
Villa Ulfåsa i mitten ovanför berget år 1969
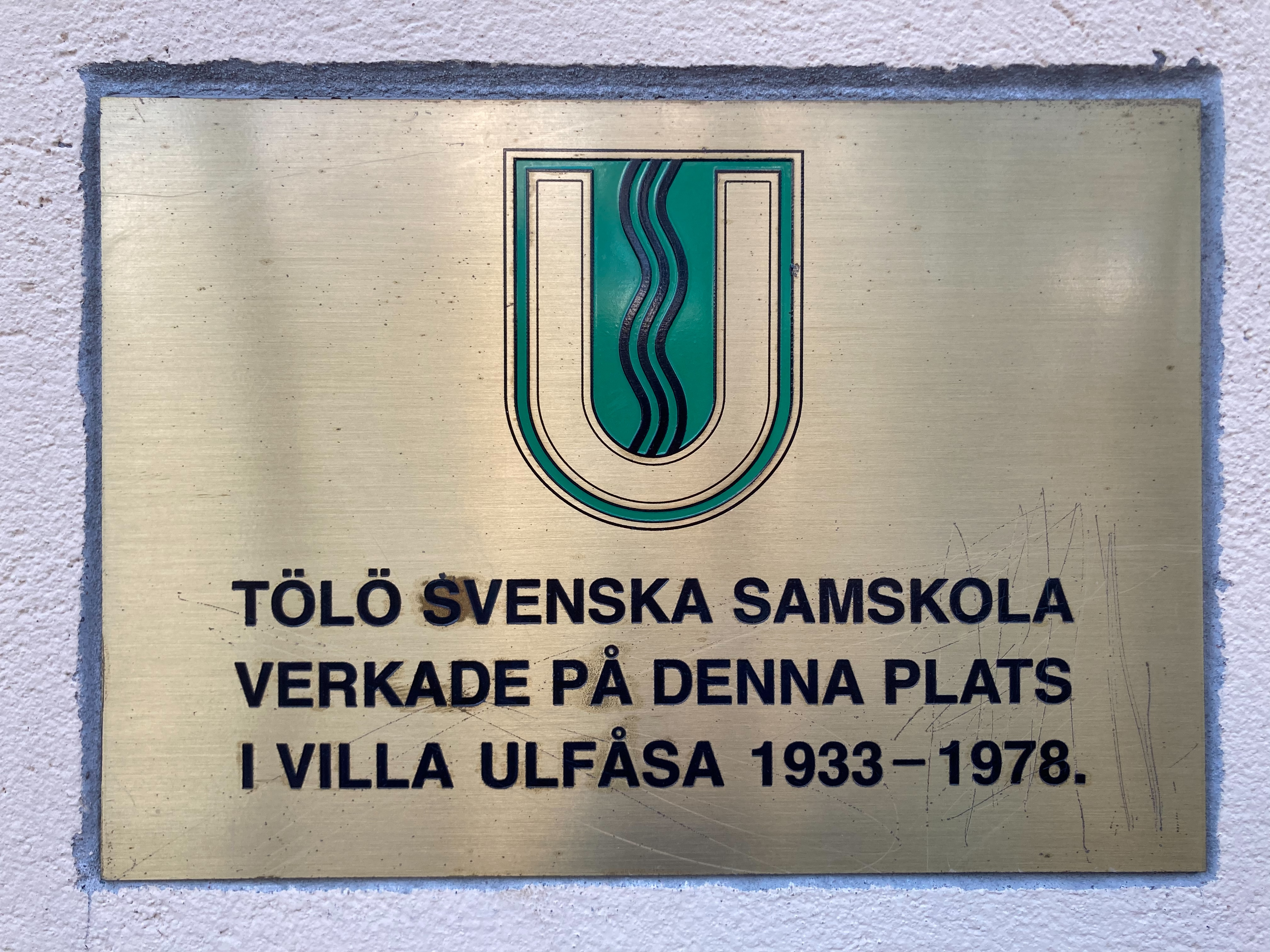
Minnestavla över Villa Ulfåsa vid Barnets Borg väg 2a
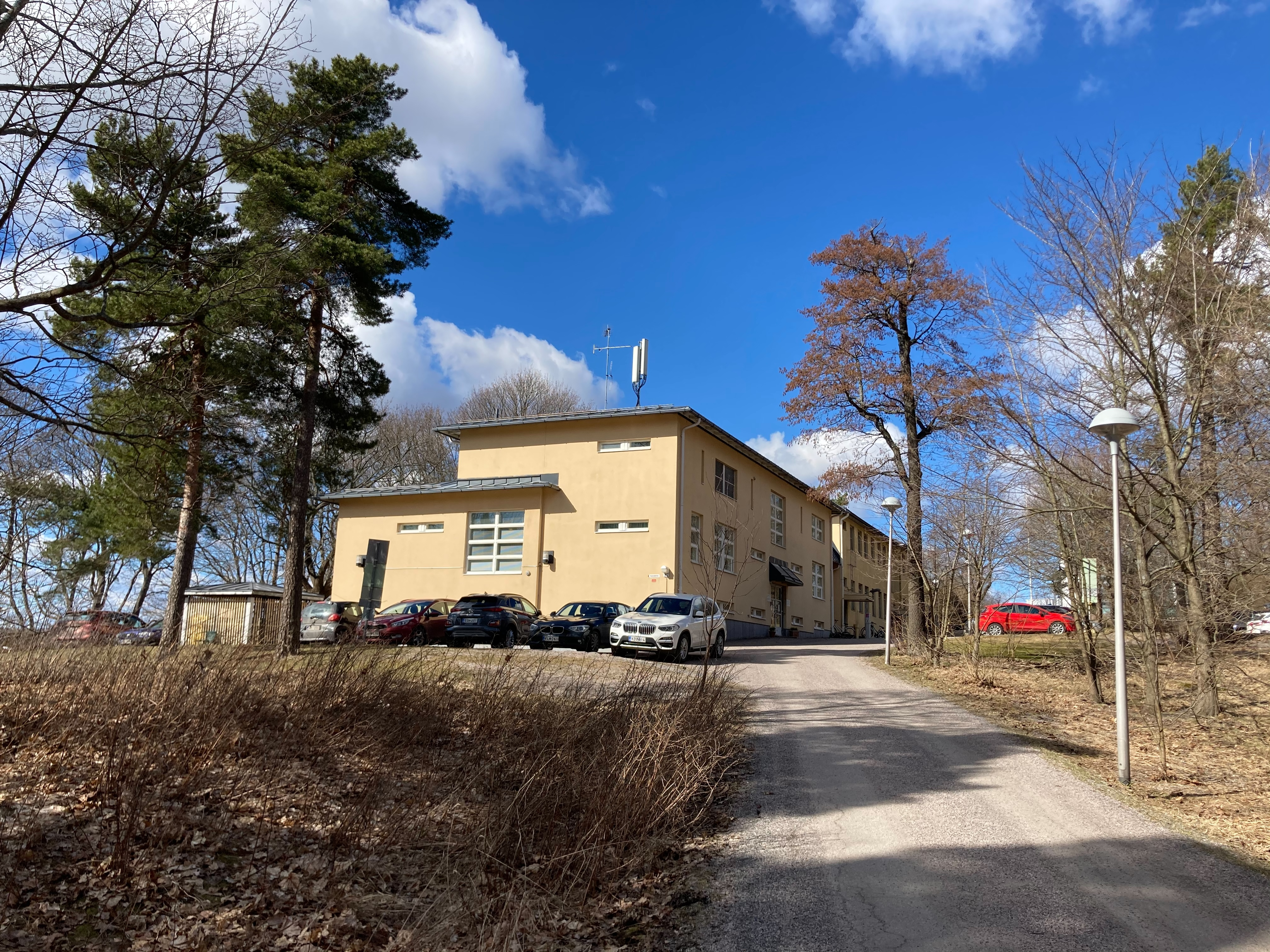
Sjukhusbyggnad där Villa Ulfåsa tidigare stod vid Barnets Borg väg 2a i Tölö (2021)

## Publikationer om skolan
- Återblick, Utdrag ur vid årsberättelser, Tölö svenska samskola redogörelse för läsåret 1937-1938, Helsingfors 1938.
- Tölö svenska samskola - Ulfåsa - 1928-1975, Lovisa 1977. ISBN 951-95319-3-9
- Zillen 60 år, 1928-1988 Tölö svenska samskola, Zilliacuska skolans jubileumskommitte, Helsingfors 1988. ISBN 951-99995-8-2